# Hierges
Hierges (in vallone Idje) è un comune francese di 165 abitanti situato nel dipartimento delle Ardenne nella regione del Grand Est.

## Società

### Evoluzione demografica
Abitanti censiti